# グスタボ・ロハス・ピニージャ国際空港
グスタボ・ロハス・ピニージャ国際空港 (グスタボロハスピニージャこくさいくうこう) は、コロンビアのサンアンドレス島にある国際空港。島の北部に位置している。

## 歴史
この空港は、このカリブ海の島とコロンビアの本土を結ぶために1950年代半ばに空港建設の命令を出したコロンビア共和国の元大統領であるグスタボ・ロジャス・ピニージャ将軍に敬意を表して現行の名称改名された。空港の元の名前は「セスクィセンテニアル空港」である。

## 概要
この空港は、乗客数でコロンビアで6番目に旅客数の多い空港であり、2019年には2,431,766人が利用した。これらの乗客のほとんどは、島からの国際直行便が不十分なため、国の本土からの旅行客である。多くの外国人観光客は、島を訪問するためには、コロンビアまたはパナマ最大の空港の1つ（ボゴタ、メデジン、カリ、サンタマルタ、カルタヘナ、バランキージャ、またはパナマシティ）を経由する必要がある。この空港に離着陸できるのは、エアバスA340-200のサイズまでの航空機である。

## 主な航空会社
- アビアンカ航空
- ウィンゴ航空
- LATAM コロンビア
- ビバエア・コロンビア
- SATENA航空
- アメリカン・イーグル
- コパ航空

## 主な就航路線
国内線: ボゴタ、メデジン、カリ、カルタヘナ、バランキージャ、ブカラマンガ、ペレイラ

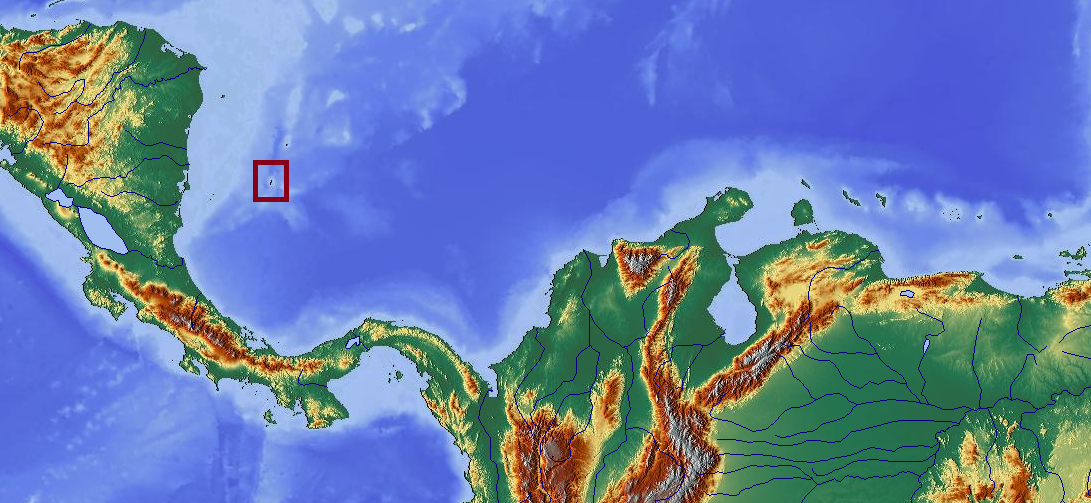
島の位置

国際線: マイアミ、パナマシティ